# 地方公共団体の議会の議員及び長の選挙期日等の臨時特例に関する法律
地方公共団体の議会の議員及び長の選挙期日等の臨時特例に関する法律（ちほうこうきょうだんたいのぎかいのぎいんおよびちょうのせんきょきじつとうのりんじとくれいにかんするほうりつ、令和4年11月18日法律第84号）は、地方選挙の選挙期日の規定に関する臨時特例法で、公職選挙法に対する特別法である。通称「統一地方選特例法」。
4年に一度実施される統一地方選挙の根拠法である。
本項目では同名の法律を含む統一地方選挙の根拠法令、ならびに地方選挙の選挙期日の規定に関する臨時特例法の全般について述べる。

## 概要
統一地方選挙の選挙期日を年月日で定めた臨時特例法であり、統一地方選挙の度に直前の国会で審議・成立される内閣提出法案である。そのため、これまで同名の法律が何度も成立している。
法律では概ね以下の内容が定められている。
- 該当年の3月1日から5月31日までに任期満了となる首長・議会議員の選挙を、原則として統一地方選挙の対象とし、公職選挙法で定められている選挙期日の規定によらず、本法律に定められた期日で告示・選挙を実施すること。
- 該当年の6月1日から6月10日までに任期満了となる場合においては、統一地方選挙の日程で選挙を実施することを可能とすること。
- 都道府県・政令市の選挙に立候補した者は、当該選挙区を含む選挙区で行われる政令市以外の市町村・東京都の特別区の選挙や、衆議院または参議院の補欠選挙に重複して立候補することはできない。

なお、「該当年」の部分は、成立した法律ごとに具体的な和暦（第20回統一地方選挙の根拠法である令和4年11月18日法律第84号では『令和5年」）が明記されており、期日についても具体的な期日が明記されている。
統一地方選挙の期日を規定する法律は、1947年の第1回統一地方選挙の根拠法として制定された「都道府県及び市区町村の議会の議員及び長の選挙の期日等に関する法律（昭和22年3月15日法律第15号）」や、1951年の第2回統一地方選挙の根拠法として制定された「地方公共団体の議員及び長の選挙期日等の臨時特例に関する法律（昭和26年2月1日法律2号）」がある。
「地方公共団体の議会の議員及び長の選挙期日等の臨時特例に関する法律」という題名の法律が初めて制定されたのは、1955年の第3回統一地方選挙の根拠法である「昭和30年1月24日法律第2号」であり、それ以降、統一地方選挙の度に同名の法律が制定された。なお、昭和41年12月26日法律第146号までは旧法（前回の同名法律）の廃止規定が盛り込まれていたが、以降については新法の成立時点で旧法の実効性が失われているものと解釈され、旧法の廃止規定は明文化されていない。
なお、2018年（平成30年）には、第19回統一地方選挙について「地方公共団体の議会の議員及び長の任期満了による選挙等の期日等の臨時特例に関する法律（平成30年12月14日法律第101号）」という題名で制定された（経緯については後述）。
これまでに施行された「地方公共団体の議会の議員及び長の選挙期日等の臨時特例に関する法律」は以下のとおり。
| 法律                        | 選挙               | 実施年             |
| --------------------------- | ------------------ | ------------------ |
| 昭和30年1月24日法律第2号    | 第3回統一地方選挙  | 1955年（昭和30年） |
| 昭和33年12月27日法律第188号 | 第4回統一地方選挙  | 1959年（昭和34年） |
| 昭和37年12月26日法律第163号 | 第5回統一地方選挙  | 1963年（昭和38年） |
| 昭和41年12月26日法律第146号 | 第6回統一地方選挙  | 1967年（昭和42年） |
| 昭和45年12月24日法律第128号 | 第7回統一地方選挙  | 1971年（昭和46年） |
| 昭和49年12月27日法律第111号 | 第8回統一地方選挙  | 1975年（昭和50年） |
| 昭和53年11月10日法律第100号 | 第9回統一地方選挙  | 1979年（昭和54年） |
| 昭和57年12月28日法律第94号  | 第10回統一地方選挙 | 1983年（昭和58年） |
| 昭和61年12月9日法律第99号   | 第11回統一地方選挙 | 1987年（昭和62年） |
| 平成2年11月15日法律第76号   | 第12回統一地方選挙 | 1991年（平成3年）  |
| 平成6年11月18日法律第103号  | 第13回統一地方選挙 | 1995年（平成7年）  |
| 平成10年5月22日法律第67号   | 第14回統一地方選挙 | 1999年（平成11年） |
| 平成14年12月13日法律第150号 | 第15回統一地方選挙 | 2003年（平成15年） |
| 平成18年12月8日法律第107号  | 第16回統一地方選挙 | 2007年（平成19年） |
| 平成22年12月8日法律第68号   | 第17回統一地方選挙 | 2011年（平成23年） |
| 平成26年11月27日法律第125号 | 第18回統一地方選挙 | 2015年（平成27年） |
| 令和4年11月18日法律第84号   | 第20回統一地方選挙 | 2023年（令和5年）  |

## 被災地における地方選挙の延期
本法律以外にも、公職選挙法所定の選挙期日を変更するための特別措置法が制定されることがある。
この場合、地方自治法第93条・第140条の例外として選挙が行われるまで4年の任期が満了せずに延長する規定になっている。
これまでに制定された、災害によって被災地自治体において選挙事務が行えないために選挙期日を延期することを規定した法律は、いずれも統一地方選挙の直前に大規模災害が発生したこともあり、公職選挙法の特別措置法である本法律のさらなる特別措置法として位置づけられる。

### 阪神・淡路大震災
1995年1月に阪神・淡路大震災が発生した際、同年4月の第13回統一地方選挙について規定した「地方公共団体の議会の議員及び長の選挙等の期日等の臨時特例に関する法律（平成6年11月18日法律第103号）」の更なる特則として「阪神・淡路大震災に伴う地方公共団体の議会の議員及び長の選挙期日等の臨時特例に関する法律（平成7年3月13日法律第25号）」が定められ、被災地である兵庫県内の一部の自治体の選挙期日が2ヶ月延期された。

### 東日本大震災
2011年3月に東北地方太平洋沖地震が発生した際、同年4月の第17回統一地方選挙について規定した「地方公共団体の議会の議員及び長の選挙等の期日等の臨時特例に関する法律（平成22年12月8日法律第68号）」の更なる特則として「平成二十三年東北地方太平洋沖地震に伴う地方公共団体の議会の議員及び長の選挙期日等の臨時特例に関する法律（平成23年3月22日法律第2号）」が制定され、被災地（岩手県・宮城県・福島県・茨城県）内の自治体の選挙期日を最大9月22日まで延期することを可能とした。
この法律は平成23年5月27日法律第55号で「東日本大震災に伴う地方公共団体の議会の議員及び長の選挙期日等の臨時特例に関する法律」に改められ、統一地方選挙に該当しない2011年6月11日以降に任期満了を迎える東日本大震災の被災地（岩手県・宮城県・福島県）自治体で行われる地方選挙についても対象に加え、投票日を最大9月22日まで延期することを可能とした。その後、選挙期日を最大で2011年12月31日まで再延期可能とする法改正を実施している（平成23年8月10日法律第92号）。

## 2か月任期ずれの解消
1995年の阪神・淡路大震災に伴う特例措置により、兵庫県内の地方議会・首長選挙等で、統一地方選挙実施から任期満了まで2か月の空白が生じている問題を巡り、空白期間を解消することを念頭とした特例法「平成三十一年六月一日から同月十日までの間に任期が満了することとなる地方公共団体の議会の議員及び長の任期満了による選挙により選出される議会の議員及び長の任期の特例に関する法律（平成29年法律第34号）」が2017年5月12日に国会で成立した。これは、2018年10月までに各自治体の議会で関連議案について4分の3以上の者が出席し、その5分の4以上の者の賛成で可決されれば、2019年に行う次回選挙の当選者の任期をあらかじめ2か月短縮した3年10か月とし、2023年の当選者からは選挙日と任期が一致する計算することができるというものである。
対象となるのは「2019年6月1日から10日までに任期が満了する地方公共団体の議会の議員又は長」とされ、阪神・淡路大震災に伴う特例措置になっていた兵庫県議選、芦屋市長選、神戸市議選、西宮市議選、芦屋市議選、および市町村合併などの影響でずれが出ている埼玉県鳩山町議選、石川県野々市市長選、三重県朝日町長選、埼玉県蕨市長選が考えられていたが、このうち兵庫県議選、神戸市議選についてはこの特例法を適用し、任期を2019年6月11日～2023年4月29日、芦屋市長選、西宮市議選、芦屋市議選についてはこの特例法を適用し、任期を2019年6月11日～2023年4月30日、埼玉県鳩山町議選についてはこの特例法を適用し、任期を2019年6月5日～2023年4月30日とした。三重県朝日町長選、埼玉県蕨市長選についてはこの特例法は適用せず、従来通り6月4日、石川県野々市市長選についてはこの特例法は適用せず、従来通り6月9日が任期満了日となった。

## 第19回統一地方選挙の実施期日について
平成31年/令和元年（2019年）に執行された第19回統一地方選挙は実施期日が通常よりも一週間前倒しされている。これは、直後の4月30日に当時の天皇であった上皇明仁が皇室典範特例法の規定により退位する予定であった事を考慮したものである（ただし、平成3年（1991年）の第12回統一地方選挙も同様の一週間前倒しの日程で実施されている。）。
平成30年（2018年）に制定された「地方公共団体の議会の議員及び長の任期満了による選挙等の期日等の臨時特例に関する法律」（平成30年12月14日法律第101号）の規定に基づき、前半戦（知事・道府県議会・政令指定都市市長・政令指定都市市議会）の実施期日は2019年4月7日に、後半戦（東京都の特別区区長・区議会、一般市町村の市長・町長・村長、一般市町村議会）の実施期日は4月21日とされた。
この他、公職選挙法第33条の2第2項の規定により、本来は4月の第4日曜日に行われることになっている国政補欠選挙についても特例として4月21日に行われることが同法の第1条第5項に定められた。このため、法律名が従前のものと相違している。